# William Jones (militare)
William Jones (Bristol, 16 agosto 1839 – Manchester, 15 aprile 1913) è stato un militare britannico, premiato con la Victoria Cross.

## Biografia
Nativo di Bristol, si arruolò giovanissimo nell'esercito britannico (anche se non è noto in quale anno), e allo scoppio della guerra anglo-zulu era tra i soldati con più esperienza del suo reggimento, avendo servito a Mauritius, Burma e in India. Aveva ricevuto per il lungo servizio la Army Long Service and Good Conduct Medal, anche se non è noto quando.
Trasferito in Sudafrica nel 1878, venne lasciato di stanza nella guarnigione di Rorke's Drift, e fu tra coloro che si distinsero maggiormente nella battaglia di Rorke's Drift: rimasto isolato in una delle stanze dell'ospedale assieme al commilitone Robert Jones (nessuna parentela nota), resistette per ore agli assalti degli zulu e riuscì a portare in salvo attraverso dei fori nel muro sei dei pazienti ricoverati e altrimenti destinati a morire nella battaglia. Un settimo paziente, il sergente Maxfield, delirava e rifiutò di essere aiutato, venendo di conseguenza ucciso dagli zulu quando questi penetrarono infine nella stanza.
Gravemente ammalatosi di reumatismi subito dopo la battaglia, dovette essere ricoverato in ospedale fino al 1880, quando venne congedato con onore dall'esercito. Per il suo eroismo gli venne conferita la Victoria Cross, massima onorificenza militare britannica, che ricevette direttamente dalla regina Vittoria. Faticando a trovare un impiego stabile dopo una vita passata nell'esercito, venne infine ingaggiato da Buffalo Bill per i suoi Wild West Show, dove per un certo periodo narrò in maniera enfatica le sue gesta di Rorke's Drift.
Abbandonata anche la carriera di attore-presentatore, girovagò per il Regno Unito per molti anni, finché ormai settantenne si stabilì a Manchester nel 1910, costretto dalle difficili condizioni economiche a continuare a lavorare e addirittura a vendere la Victoria Cross. Morì nel 1913.
Nel film Zulu, che rievoca la battaglia di Rorke's Drift, è interpretato dall'attore Richard Davies.